# Liste der Naturdenkmale in Kämpfelbach
| Naturdenkmale | Anzahl |
| ------------- | ------ |
| FND           | 0      |
| END           | 5      |
| Gesamt        | 5      |

Die Liste der Naturdenkmale in Kämpfelbach nennt die verordneten Naturdenkmale (ND) der im baden-württembergischen Enzkreis liegenden Gemeinde Kämpfelbach. In Kämpfelbach gibt es insgesamt fünf als Naturdenkmal geschützte Objekte, keines ist ein flächenhaftes Naturdenkmal (FND), alle sind Einzelgebilde-Naturdenkmale (END).
Stand: 1. November 2016.

## Einzelgebilde (END)
| Name                                            | Bild | Kennung     | Einzelheiten | Position | Fläche Hektar | Datum         |
| ----------------------------------------------- | ---- | ----------- | ------------ | -------- | ------------- | ------------- |
| Wiesen-Speierling im Gewann Bleier              |      | 82360740005 | Kämpfelbach  | ⊙        | 0,0           | 28. Juni 1991 |
| Wiesen-Speierling im Gewann Forlenbergäcker     | BW   | 82360740007 | Kämpfelbach  | ⊙        | 0,0           | 28. Juni 1991 |
| Wiesen-Speierling im Gewann Leigstenfeldle      | BW   | 82360740001 | Kämpfelbach  | ⊙        | 0,0           | 19. Sep. 1988 |
| Wiesen-Speierling im Gewann Ob dem Steiner Weg  | BW   | 82360740006 | Kämpfelbach  | ⊙        | 0,0           | 28. Juni 1991 |
| Wiesen-Speierling im Gewann Unterer Ameisenberg | BW   | 82360740004 | Kämpfelbach  | ⊙        | 0,0           | 28. Juni 1991 |
| Legende für Naturdenkmal                        |      |             |              |          |               |               |